# Proslogion

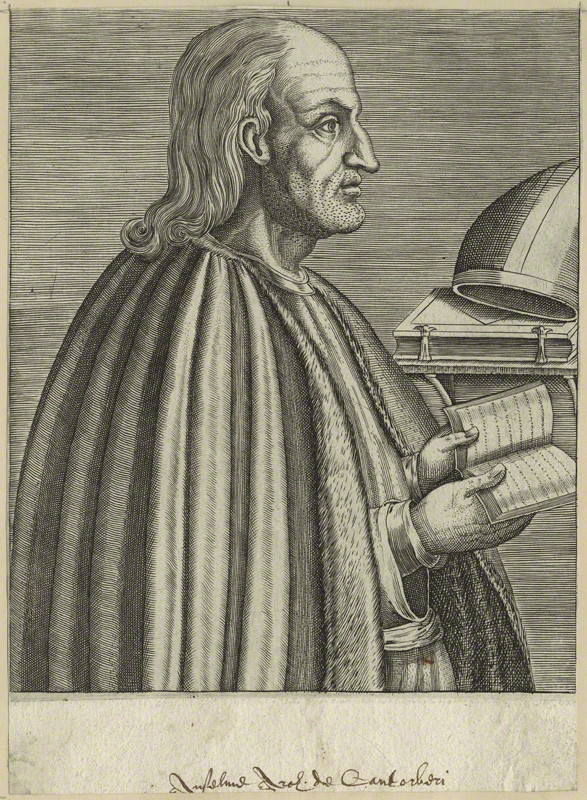
Grabado del, de Anselmo de Canterbury en Anselme Arch. de Cantorberi.

El Proslogion (en latín, Proslogio) es una obra del filósofo medieval Anselmo de Canterbury redactada entre 1077 y 1078 a manera de una meditación u oración dirigida a Dios. Su importancia radica en que en ella se expone el llamado argumento ontológico sobre la existencia de Dios.

## Historia
Tras la escritura del Monologion, terminado hacia 1076 y en el cual reflexionó sobre la manera de alcanzar por el solo uso de la razón una explicación sobre Dios y sus atributos, Anselmo consideró necesario resumir el cúmulo de argumentos dados en aquella obra de una manera más sucinta partiendo de un solo argumento más inmediato a la razón, según el propio testimonio de Anselmo dado en la introducción del Proslogion:

«[...] me he dado cuenta que esta obra tenía el inconveniente de hacer necesario el encadenamiento de un buen número de raciocinios. Desde ese momento comencé a pensar si no sería posible encontrar una prueba única que no necesitara de otra para ser probada y que demostrara que Dios existe verdaderamente.»
 Proslogion. Proemio

Se señala como fecha de creación hacia 1077 y 1078, mientras Anselmo era abad de Bec, en Normandía, titulando la obra originalmente como Fides quaerens intellectum ('La Fe en busca de entendimiento'). Supone una síntesis de algunos de los argumentos ya presentados en su obra Monologion de una manera sistemática, donde el argumento ontológico convierte la prueba definitiva de que Dios existe, evidente para cualquiera que use correctamente la razón y por tanto base de cualquier discusión posterior. Esta prueba debe resistir cualquier refutación y debe ser válida para todos, con independencia de su fe. Así se concluirá que quien no cree es necio porque se contradice y que por tanto el cristiano está en posesión de la verdad y puede animarse con la presencia efectiva de la divinidad en su vida.

## Estructura
El libro se divide en 26 capítulos. El primer capítulo insta al hombre a detenerse un momento y pensar que en sí mismo lleva la imagen de Dios y que esto es un consuelo frente a las penalidades de la vida. Entonces es necesario probar que este Dios existe realmente, por lo que los siguientes capítulos analiza el concepto mismo de divinidad como algo que es el máximo de todo, del que no se puede pensar nada mayor. Si este concepto es el máximo, por fuerza deberá existir, pues si no se podría aducir que existiera otra entidad mayor (existente vez a la mente ya la realidad), lo que lleva a una contradicción lógica.
En el capítulo 5 estudia el papel de Dios como creador y ser supremo, tan complejo que reúne en su naturaleza conceptos aparentemente contradictorios, atributos que analiza en los siguientes apartados. Por el contrario el ser humano es limitado en cuanto al conocimiento, en contraposición al intelecto divino, que es un como una luz permanente que derrama sobre la Tierra (capítulo 16). Este Dios corresponde a la Santísima Trinidad cristiana y es accesible al creyente mediante la oración sincera del alma, que en reencontrarse con su creador se llena de alegría. Con este consuelo termina el libro, refutando el estado de angustia del inicio.

## Argumento ontológico
En el capítulo 2 del Proslogion, Anselmo definió a Dios como un «ser tal, que nada mayor puede ser concebido». Sugirió que incluso «el necio» puede entender este concepto, y este entendimiento mismo significa que el ser debe existir en la mente. El concepto debe existir solo en nuestra mente, o en nuestra mente y en la realidad. Si tal ser existe solo en nuestra mente, entonces un ser mayor (que exista en la mente y en la realidad) puede ser concebido (este argumento es generalmente considerado como una reductio ad absurdum, porque se demuestra que la opinión del necio es inconsistente). Por lo tanto, si podemos concebir un ser del que nada más grande puede ser concebido, debe existir en la realidad. Por lo tanto, un ser tal que no podía concebirse algo mayor (que Anselmo definió como Dios) debe existir en la realidad.
El argumento de Anselmo en el capítulo 2 puede resumirse como sigue:
1. Es una verdad conceptual (o, por así decirlo, una verdad por definición) que Dios es un ser tal que no se puede imaginar algo más grande (es decir, el ser más grande posible que se pueda imaginar).
2. Dios existe como una idea en la mente.
3. Un ser que existe como idea en la mente y existe en la realidad es, en iguales condiciones, más grande que un ser que solo existe como idea en la mente.
4. Así, si Dios existe solo como una idea en la mente, entonces podemos imaginar algo que es más grande que Dios (es decir, un ser posible más grande que existe).
5. Pero no podemos imaginar algo más grande que Dios (pues es una contradicción suponer que podemos imaginar un ser más grande que el más grande posible que se pueda imaginar).
6. Por lo tanto, Dios existe.

En el capítulo 3, Anselmo presentó otro argumento en la misma línea:
1. Por definición, Dios es un ser del que nada más grande puede ser imaginado.
2. Un ser que necesariamente existe en la realidad es más grande que un ser que no necesariamente existe.
3. Así, por definición, si Dios existe como una idea en la mente, pero no necesariamente existe en la realidad, entonces podemos imaginar algo que es más grande que Dios.
4. Pero no podemos imaginar algo que sea más grande que Dios.
5. Así, si Dios existe en la mente como una idea, entonces Dios necesariamente existe en la realidad.
6. Dios existe en la mente como una idea.
7. Por lo tanto, Dios necesariamente existe en la realidad.

Esto contiene la noción de un ser que no puede concebirse para no existir. Argumentó que si algo puede concebirse para no existir, entonces algo más grande puede ser concebido. En consecuencia, un ser del que nada mayor puede ser concebido no puede ser concebido para no existir y, por lo tanto, debe existir. Esto puede leerse como una reafirmación del argumento en el capítulo 2, aunque Norman Malcolm sostuvo que era un argumento diferente, más fuerte.